# Pieter Jan van Paesschen

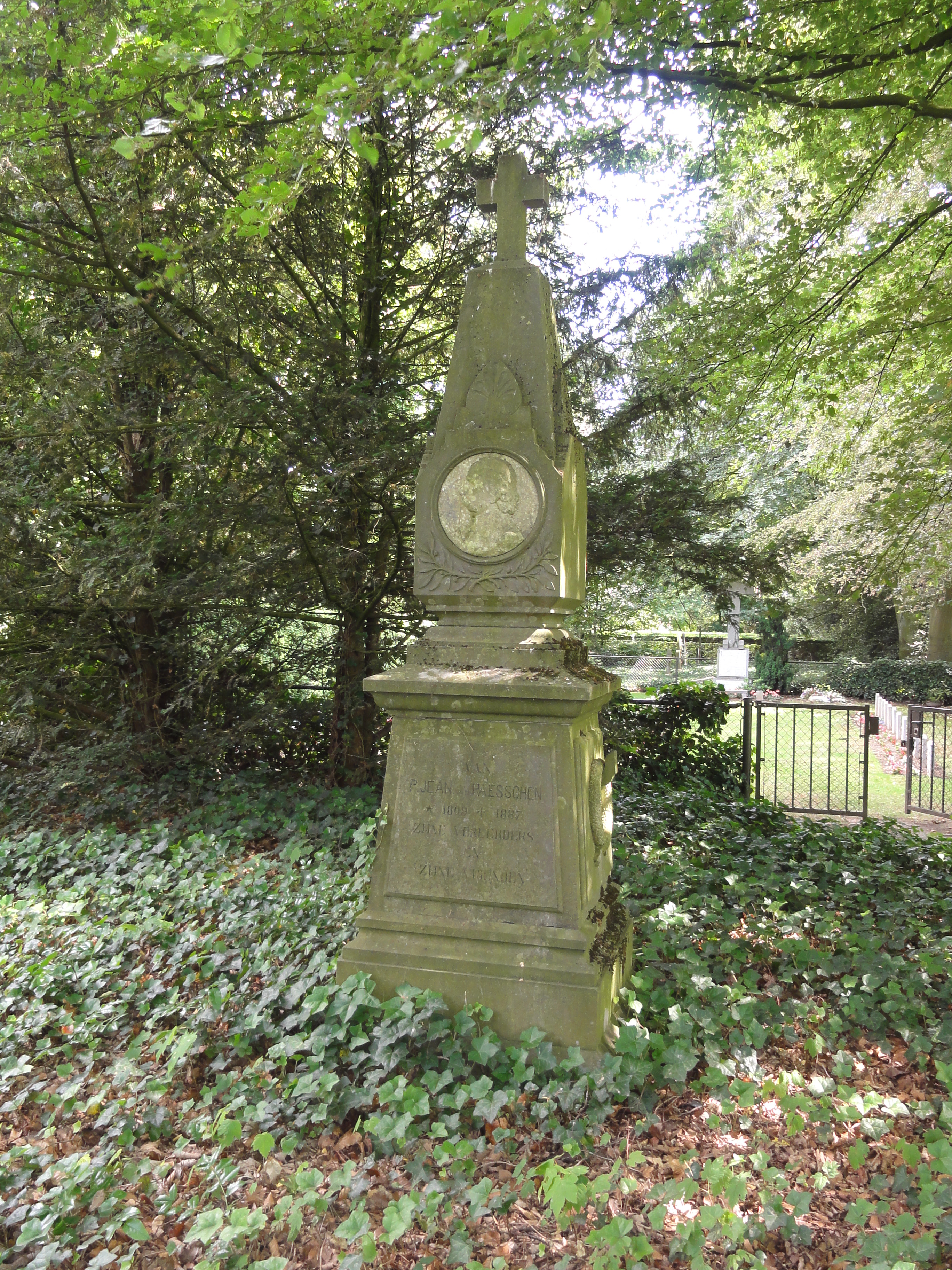
Grafsteen, juni 2011

Pierre Jean (Jean) Van Paesschen (België, Zonhoven, 23 september 1809 – Nederland, Den Bosch, 6 april 1887) was een Nederlandse dirigent / componist / organist van Belgische komaf.

## Leven
Hij was zoon van schoenmaker Arnold Van Paesschen en Marie Vandeloo, wonende op het Dorpsplein. Hijzelf was getrouwd met Jeannette Istaz. Jean Van Paesschen werd begraven op Begraafplaats Orthen in Orthen.
In zijn jeugd bleek al dat hij muzikaal begaafd was. De familie was echter armlastig en kon zich geen piano veroorloven. Van Paeschen moest voor pianospel naar Peer. Hij oefende, volgens de legende, op een neptoetsenbord getekend op een tafelblad. De rijke familie van Guillaume Claes (grootgrondbezitter) zorgde ervoor dat hij uiteindelijk een piano kreeg als ook muziekles in Hasselt. De kunst van orgelspel brengt hij zichzelf bij op het orgel van de Kapel van Teneikenen. Zijn eerste inkomsten haalde hij uit het geven van muziekles in Hasselt.
In 1838 solliciteerde hij onder andere met Johannes Bartholomeus naar de functie van organist van de Sint-Janskathedraal in Den Bosch, alwaar hij in 1839 aan de slag kon als opvolger van Paulus Verbeke (1766-1838). Hij werd ook muziekonderwijzer in die stad. Tevens was Jean Van Paesschen er  dirigent van het door hemzelf in 1843 opgerichte mannenkoor/Liedertafel Oefening en Uitspanning. In 1847 kreeg de kathedraal zelf weer een koor, waarvan hij in 1853 dirigent werd. Alles moet gezien worden in de voor Den Bosch belangrijke periode dat de kathedraal haar functie van (parochiekerk en) kathedraal terugkreeg en vervolgens een restauratie onderging. Ook het Mirakelbeeld keerde terug en Den Bosch vierde haar 700-jarig bestaan. Rond de kerst van 1886 kreeg hij na orgelspel een beroerte, waaraan hij in april 1887 overleed.
Van zijn hand verscheen een aantal werken:
- vijf missen
- Ecce panis voor twee solisten en koor
- een serie Saluts Solemnis voor solisten en koor
- een driestemmig Te Deum laudamus
- een vierstemmig Te Deum laudamus
- Treue Liebe voor mannenkoor
- Sint Louis en Egypte voor mannenkoor
- pianosonate voor piano vierhandig en andere werken voor piano
- Noord en Zuid voor zangstem en piano
- Biergalop op tekst van E. Bouwman voor mannenkoor
- Deux mélodies de chant pout voix de bariton ou mezzosopraan, opgedragen aan H. Westenbroek (La fille de poete en La nacelle
- Toast, He leve lang (er lebe hoch) voor mannenkoor

## Eerbetoon
Op zijn graf werd in juni 1891 het Grafmonument van Jean Van Paesschen geplaatst; het werd in 2002 tot rijksmonument verklaard. In 1921 benoemde Den Bosch de Van Paesschenstraat in de wijk Eikendonk naar hem. De woningen werden rond 2011 gesloopt om plaats te maken voor nieuwbouw. Het Noordbrabants Museum heeft een portret van hem uit 1886, getekend door Antoon Derkinderen. In de Vlaams-Limburgse gemeente Zonhoven is er de Van Paesschenstraat, een monument en het Pieter Jan Van Paesschen koor.